# Banoffee pie

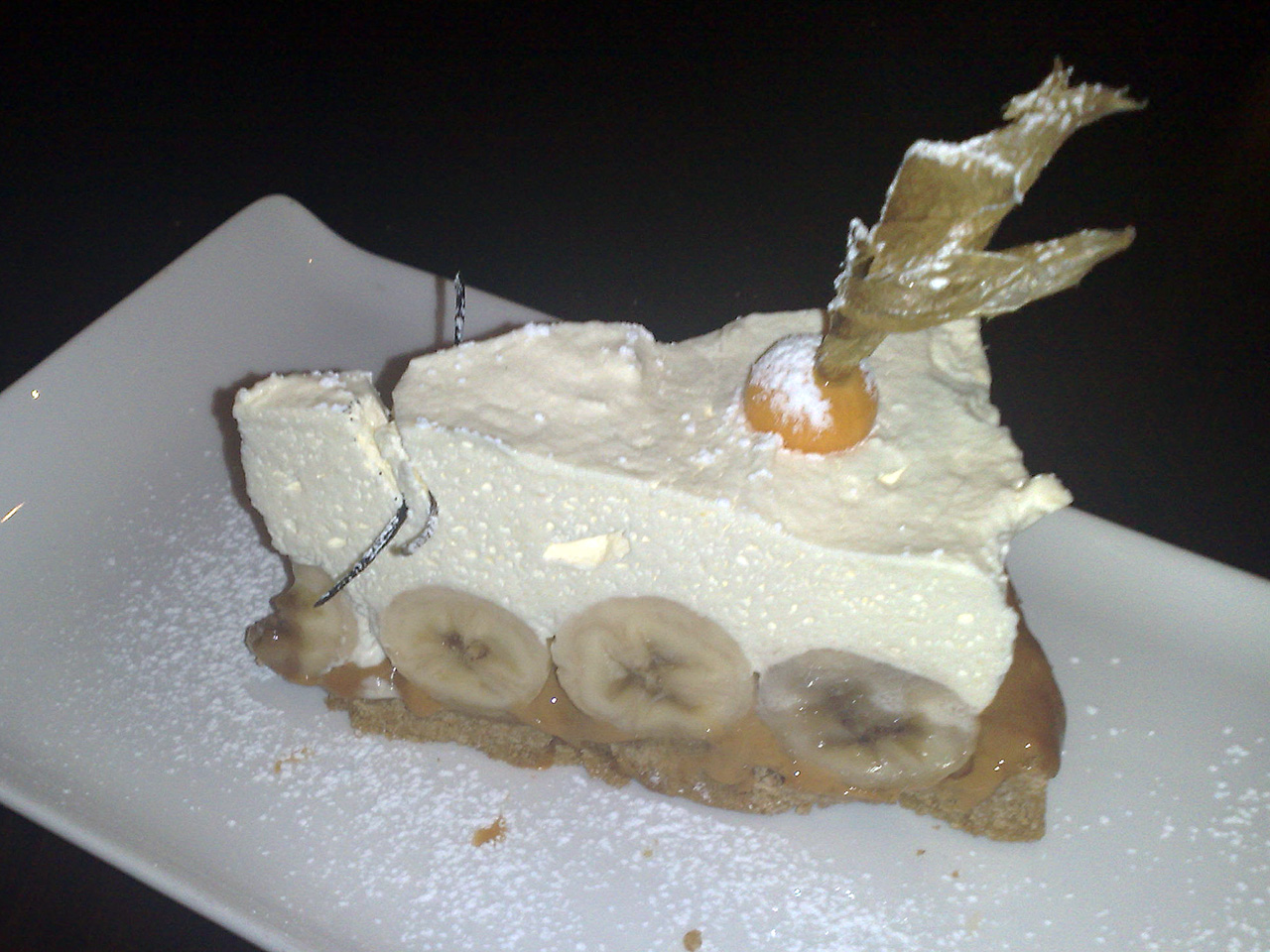
Porcja banoffee pie

Banoffee pie (lub banoffi pie) – angielskie słodkie ciasto deserowe będące połączeniem maślanego kruchego spodu, masy toffikowej i plasterków bananów ułożonych warstwowo, pokrytych na wierzchu obfitą warstwą bitej śmietany; deser popularny w Wielkiej Brytanii.

## Nazwa
Nazwa banoffee stanowi zbitkę wyrazową od angielskich słów banana (pol. „banan”) i toffee (pol. „toffi”), czyli od nazw dwóch najważniejszych jego składników.
Początkowo to ciasto deserowe nazywało się Signor Banoffi's pie i pod tą nazwą figurowało na karcie menu restauracji The Hungry Monk.
W 1997 roku banoffee został oficjalnie uznanym słowem w Oxford English Dictionary.

## Historia

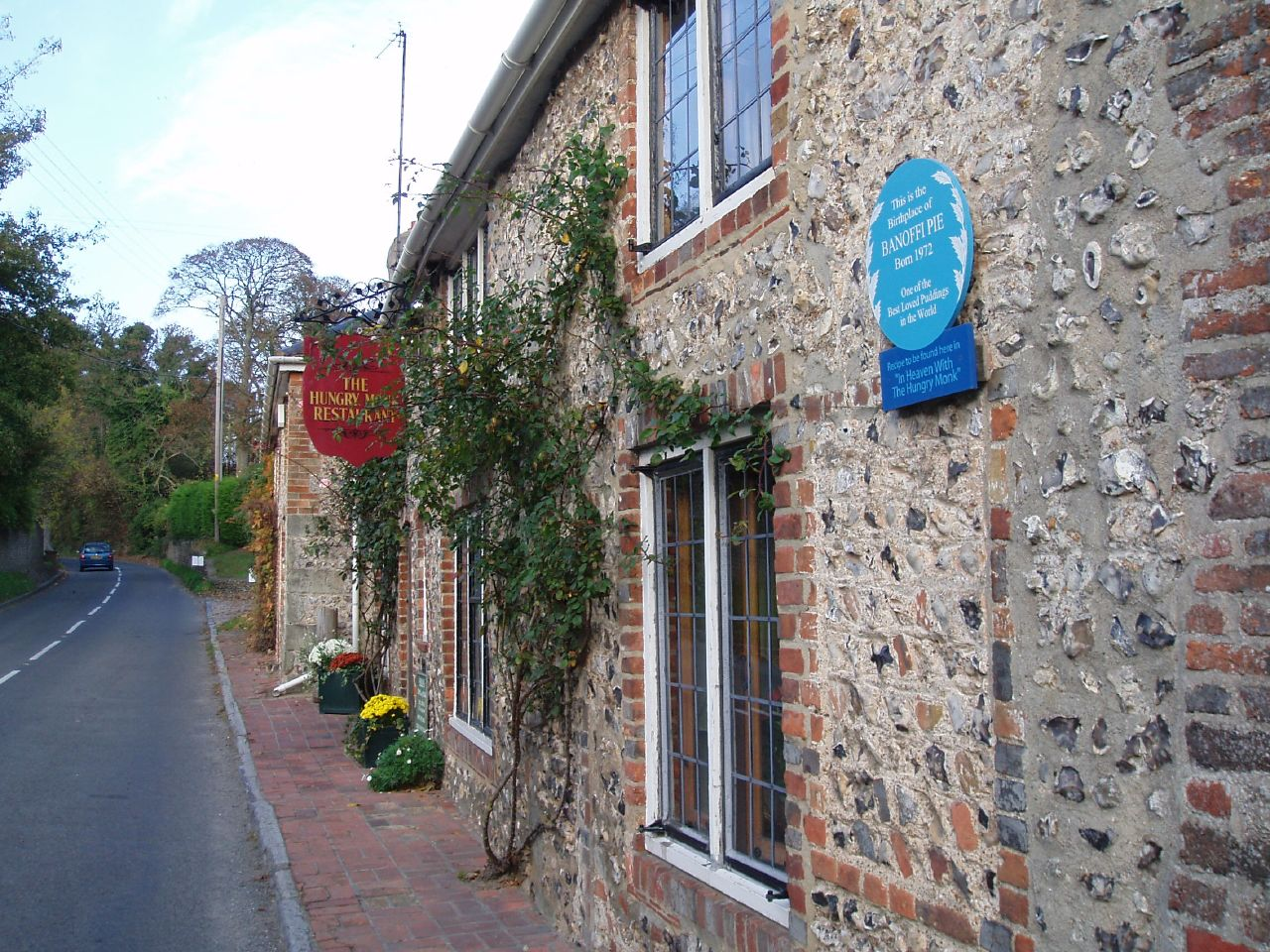
Restauracja The Hungry Monk, 2007

Pomysł banoffee pie powstał w 1971 roku w kuchni restauracji The Hungry Monk w miejscowości Jevington, położonej w hrabstwie East Sussex. Podczas poszukiwania deseru do umieszczenia w jadłospisie, szef kuchni Ian Dowding zasugerował amerykańskie ciasto deserowe Blum's Coffee Toffee Pie, zaś właściciel restauracji Nigel Mackenzie zaproponował, aby dodać owoce w celu podniesienia atrakcyjności deseru. Przeprowadzili eksperymenty z pomarańczami, mandarynkami i jabłkami. Dopiero użycie w przepisie bananów przypadło im do smaku.
Nowy deser pojawił się w menu w 1972 roku i natychmiast zasmakował klientom restauracji, stając się jej specjalnością.
Oficjalny przepis na banoffee pie ukazał się po raz pierwszy w 1974 roku w książce kucharskiej pt. The Deeper Secrets of the Hungry Monk, napisanej przez restauratorów The Hungry Monk. W ciągu kilku lat przepis szybko stał się popularny wśród restauracji, autorów książek kucharskich i w gospodarstwach domowych. Dotarł także do Stanów Zjednoczonych, gdzie był dobrze znany już w latach 80. XX wieku.
Firma Nestle dołączała przepis do puszkowanego mleka skondensowanego własnej produkcji, co przyczyniło się do zwiększenia rozgłosu.
Przepis na banoffee pie nigdy nie został opatentowany.
Restauracja The Hungry Monk zakończyła działalność w 2012 roku. Na fasadzie domu, w którym mieściła się restauracja, została pozostawiona niebieska tablica upamiętniająca miejsce powstania banoffee pie.

## Przepis

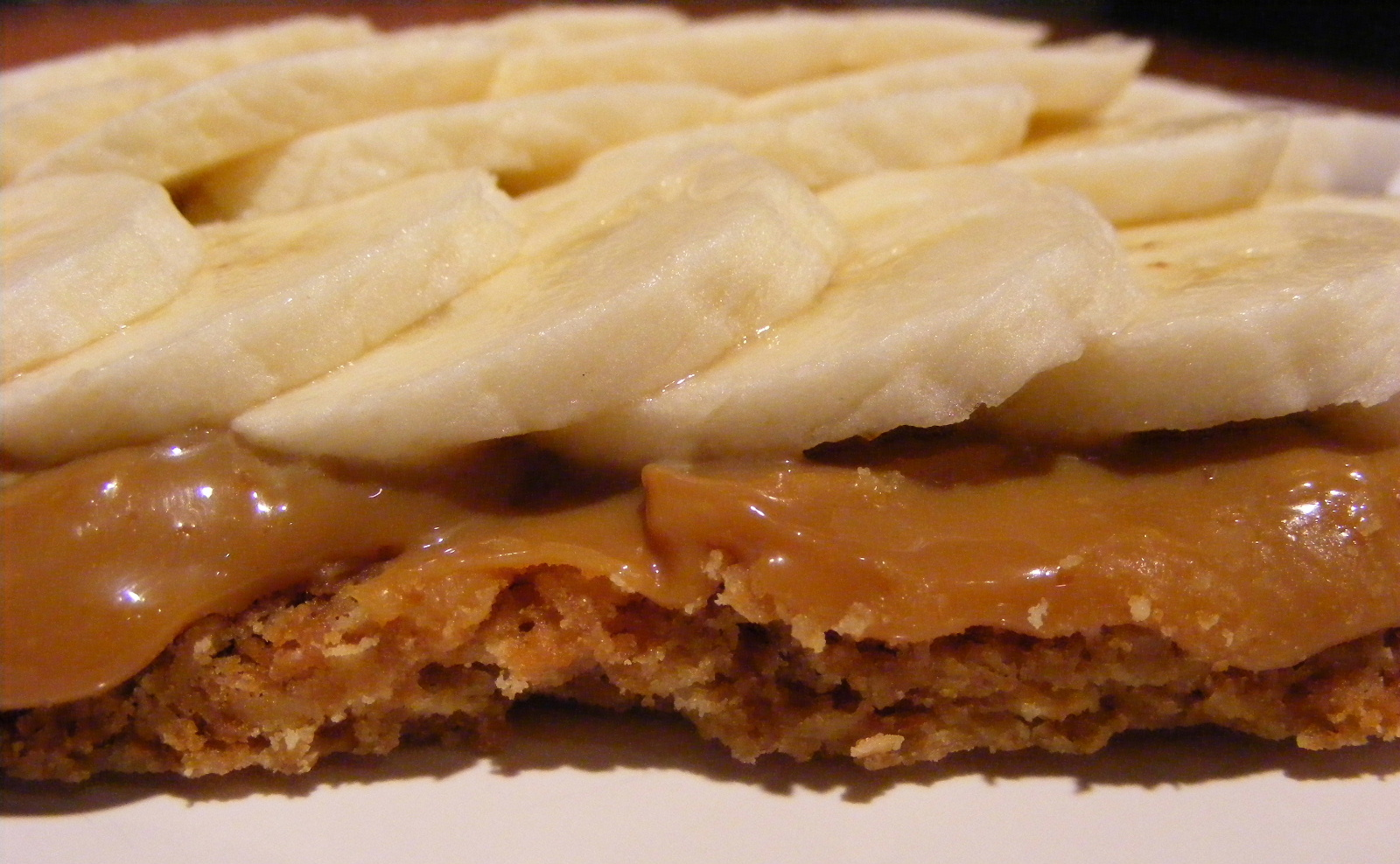
Warstwy: ciasto na spodzie-masa toffikowa-plasterki banana

Banoffee pie stanowi połączenie bananów i masy toffikowej na spodzie z ciasta kruchego, udekorowane po wierzchu warstwą bitej śmietany.
Placek jest prosty do zrobienia. Do jego wykonania potrzebne są: spód z surowego ciasta kruchego, który może zostać zastąpiony spodem zrobionym z pokruszonych herbatników pełnoziarnistych wymieszanych ze stopionym masłem, banany, puszkowane słodzone mleko skondensowane do zrobienia masy toffikowej przez jego karmelizację (lub gotowy gęsty sos karmelowy tzw. dulce de leche), śmietana ubita z cukrem pudrem, granulki kawowe do posypania lub wiórki czekolady czy sos kawowy do dekorowania po wierzchu.
W oryginalnym przepisie restauracji The Hungry Monk na banoffee pie spód z ciasta kruchego był świeżo pieczony, masa toffikowa była otrzymywana w wyniku podgrzewania przez 3 i pół godziny puszek słodzonego mleka skondensowanego, banany musiały być dojrzałe, ale jeszcze jędrne, gęsta słodka bita śmietana miała smak lekko kawowy uzyskiwany przez dodanie kawy rozpuszczalnej podczas ubijania. Po wierzchu bita śmietana była tuż przed podaniem ozdabiana proszkiem ze świeżo mielonych ziaren kawy i plasterkami banana.

## Sposób wykonania

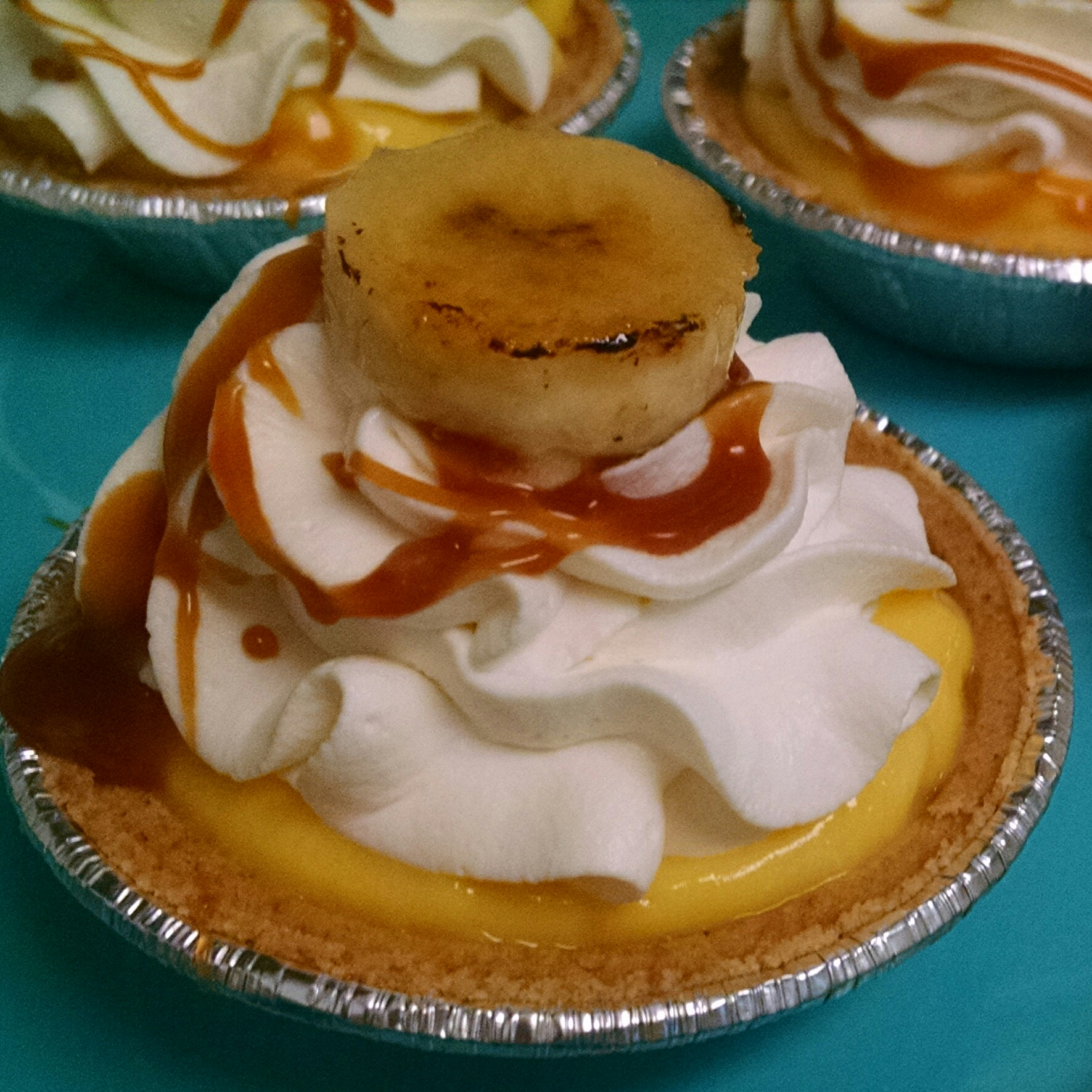
Banoffee w postaci tarty

Najpierw należy upiec kruche ciasto przeznaczone na spód. Spód z ciasta może zostać zastąpiony bardzo drobno pokruszonymi herbatnikami pełnoziarnistymi wymieszanymi ze stopionym masłem niesolonym aż do uzyskania jednorodnej plastycznej gęstej masy, którą ewentualnie można lekko opiec w piekarniku aż do zarumienienia.
Nieotwarte puszki ze słodzonym mlekiem skondensowanym umieszcza się w dużym garnku z gorącą wodą i gotuje pod przykryciem przez 3 godziny, uważając, aby woda się nie wygotowała. Po tym czasie puszki należy wyjąć i przed otwarciem ostudzić. W wyniku długotrwałego gotowania w puszkach powstaje miękka jasnobrązowa masa. Można też użyć gotowego produktu o nazwie dulce de leche. Powstałą słodką masę toffikową można dodatkowo wzbogacić dodając do niej niesolone masło, jasny cukier muscovado i ekstrakt waniliowy. Wszystkie składniki wymagają wymieszania podgrzewając aż do zagotowania.
Obrane ze skóry banany przecięte wzdłuż na połówki (lub pokrojone na plasterki) układa się na spodzie upieczonego i ostudzonego ciasta uprzednio posmarowanego masą toffikową i ochłodzonego w lodówce. Aby banan nie ściemniał należy skropić plasterki świeżym sokiem z cytryny i ostrożnie wymieszać.
Na warstwie z bananów umieszcza się śmietanę ubitą z cukrem pudrem i np. z dodatkiem ekstraktu kawy prawdziwej instant. Całość po wierzchu można udekorować np. świeżo zmielonym proszkiem z ziaren kawy.
Obecnie można kupić już gotową do użycia masę toffikową.

## Przechowywanie
Gotowy banoffee pie należy przechowywać w lodówce, uprzednio owinięty w cienką folię plastikową. Termin przydatności do spożycia wynosi maksymalnie 48 godzin.